# Jeliće
Jeliće (cyr. Јелиће) – wieś w Serbii, w okręgu raskim, w gminie Tutin. W 2011 roku liczyła 83 mieszkańców.